# どんたく (スーパーマーケット)
株式会社どんたく（DONTAKU CO.,LTD）は、石川県七尾市に本社を置き、同県内で展開しているスーパーマーケットの名称ならびにこれを運営している日本の企業である。

## 概要
1963年（昭和38年）に山成商事株式会社（やまなりしょうじ）として設立し、七尾市において能登地方で初めての食品スーパーマーケットを開店。創業地の七尾市を中心に中能登町、志賀町、穴水町、能登町および金沢市、かほく市、津幡町、野々市市に店舗を構える。能登地区で約70%のシェアを持つスーパーマーケットチェーンである。
かつてはアルビス（射水市）が取引先であったが、現在はバロー（多治見市）と業務提携している。グリーンステージ（富山市）と共同でのショッピングモール開発など、事業拡大に力を入れている。
2019年（平成31年）4月1日に会社名を山成商事株式会社からスーパーマーケットの名称と同じ株式会社どんたくに改称した。

## 特徴
どんたくでは、店頭POPにおいて既製のものを使用せず、各店舗において従業員が独自に作成する仕組みを採用している。また、従業員が来店客の前で調理して販売するスタイルで独自性を出している。
2019年1月には、石川県のスーパーマーケットで初めてPayPayを導入した。

## 店舗一覧
現在の店舗の詳細は、公式サイトの店舗一覧を参照。
能登地区
- 七尾市（6店舗） - 新鮮館、ベイモール店、東部店、ナッピィ店、アスティ店、タント店
- 七尾市外（4店舗） - エブリィ鳥屋店（中能登町）、高浜店（志賀町） 、穴水店（穴水町）、宇出津店（能登町）

；能登地区外
- 金沢市（1店舗） -　西南部店

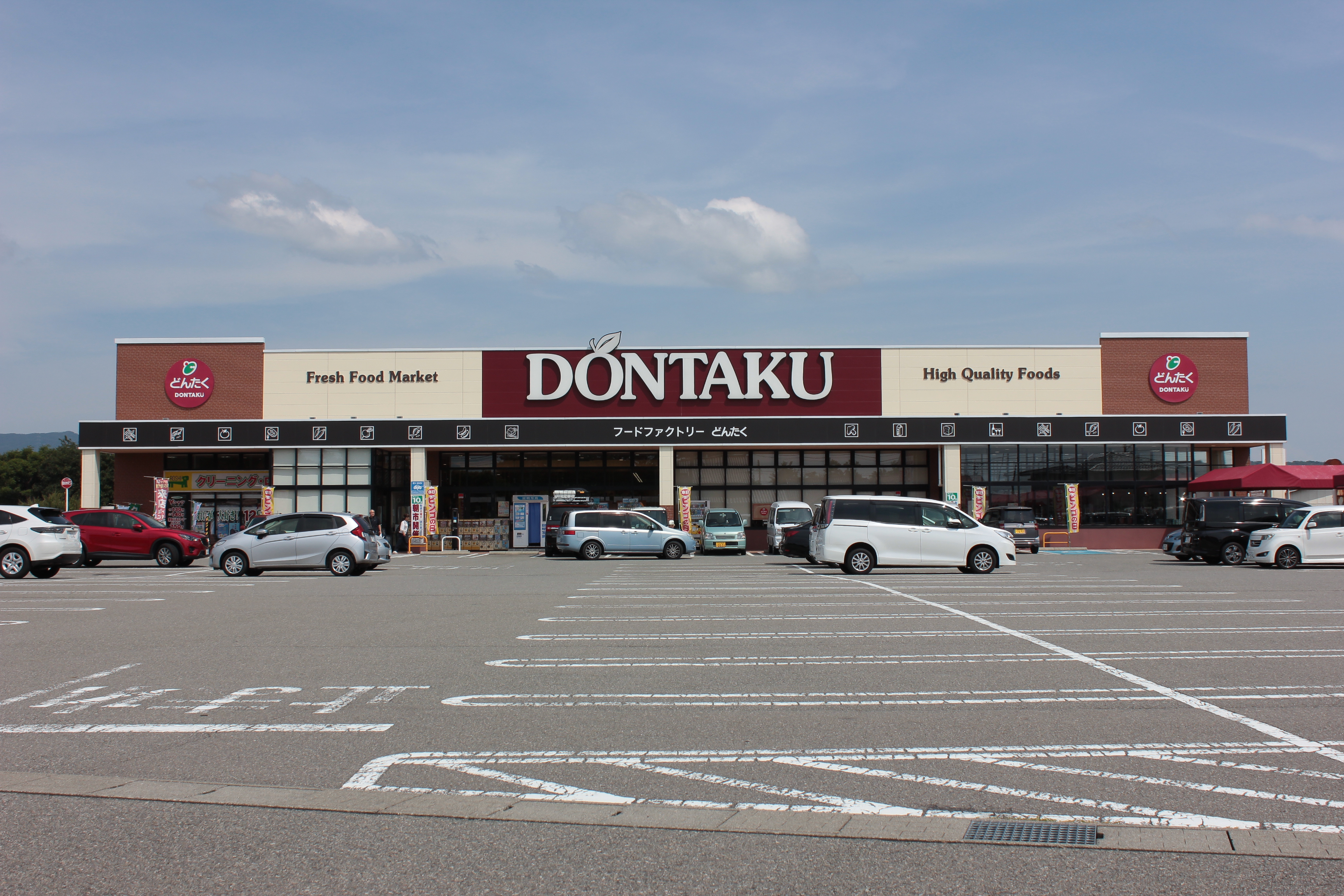
かほく市（1店舗） -　かほく店
- 野々市市（1店舗） - 野々市中央公園店[5]

- かほく店